# Agapeta largana
Agapeta largana is een vlinder uit de familie bladrollers (Tortricidae). De wetenschappelijke naam is voor het eerst geldig gepubliceerd in 1906 door Rebel.
De soort komt voor in Europa.